# هستی‌شناسی عملکرد-رفتار-ساختار
هستی‌شناسی عملکرد-رفتار-ساختار (به انگلیسی: Function-Behaviour-Structure ontology) یک هستی‌شناسی برای اشیاء طراحی است، یعنی چیزهایی که طراحی شده‌اند یا می‌توانند طراحی شوند. هستی‌شناسی عملکرد-رفتار-ساختار، اشیاء طراحی را در سه دسته هستی‌شناختی مفهوم‌سازی می‌کند: عملکرد (F)، رفتار (B) و ساختار (S). این هستی‌شناسی در علوم طراحی به‌عنوان پایه‌ای برای مدل‌سازی فرایند طراحی به‌عنوان مجموعه‌ای از فعالیت‌های متمایز استفاده شده است. این مقاله به مفاهیم و مدل‌های پیشنهادی جان اس. جرو و همکارانش مربوط می‌شود. ایده‌های مشابهی نیز توسط سایر محققین توسعه یافته است.

## بررسی
مقوله‌های هستی‌شناختی که هستی‌شناسی عملکرد-رفتار-ساختار را تشکیل می‌دهند به شرح زیر تعریف می‌شوند:
- عملکرد (F): غایت‌شناسی (هدف) شیء طراحی، یعنی «شیء برای چه چیزی است [به چه درد می‌خورد]». برای مثال، عملکردهای یک توربوشارژر شامل افزایش توان خروجی یک موتور، ارائه قابلیت اطمینان و مقرون به صرفه بودن است.
- رفتار (B): ویژگی‌هایی که می‌توان از ساختار شیء طراحی مشتق کرد، یعنی «آنچه شیء قادر به انجام آن است». برای مثال یک توربوشارژر شامل ویژگی‌هایی مانند [عبور] جریان هوا، نسبت راندمان، استحکام حرارتی و وزن است.
- ساختار (S): اجزای شیء طراحی و روابط آن‌ها؛ یعنی «شیء از چه چیز(هایی) تشکیل شده است». در مثال توربوشارژر، ساختار آن شامل اجزا (کمپرسور، توربین، شفت و غیره) و ابعاد، اتصالات و مواد و متریال آن‌ها می‌باشد.

سه مقوله هستی‌شناختی به هم مرتبط هستند: کارکرد با رفتار، و رفتار با ساختار مرتبط است. هیچ ارتباطی بین عملکرد و ساختار وجود ندارد.

## چارچوب عملکرد-رفتار-ساختار
نسخه اصلی چارچوب FBS توسط جان اس. گرو در سال ۱۹۹۰ منتشر شد با بیان بیشتر سه مقوله هستی‌شناختی، هستی‌شناسی FBS را در فرایند طراحی اعمال می‌کند. در این بیان، رفتار (B) به رفتار مورد انتظار (Be) (رفتار "مطلوب") و رفتار برگرفته از ساختار (Bs) (رفتار "واقعی") تقسیم می شود. علاوه بر این، دو مفهوم دیگر در بالای مقوله‌های هستی‌شناختی موجود معرفی می‌شوند:نیازمندی ها (R) که نشان‌دهنده اهداف مشتری است که از خارج از محدوده طراح می‌آیند، و توضیحات (D) که نشان‌دهنده تصویری از طرح ایجاد شده توسط طراح است. بر اساس این مفصل بندی ها، چارچوب FBS هشت فرایند را پیشنهاد می کند که به عنوان اساسی در طراحی ادعا می شوند، به‌طور خاص:

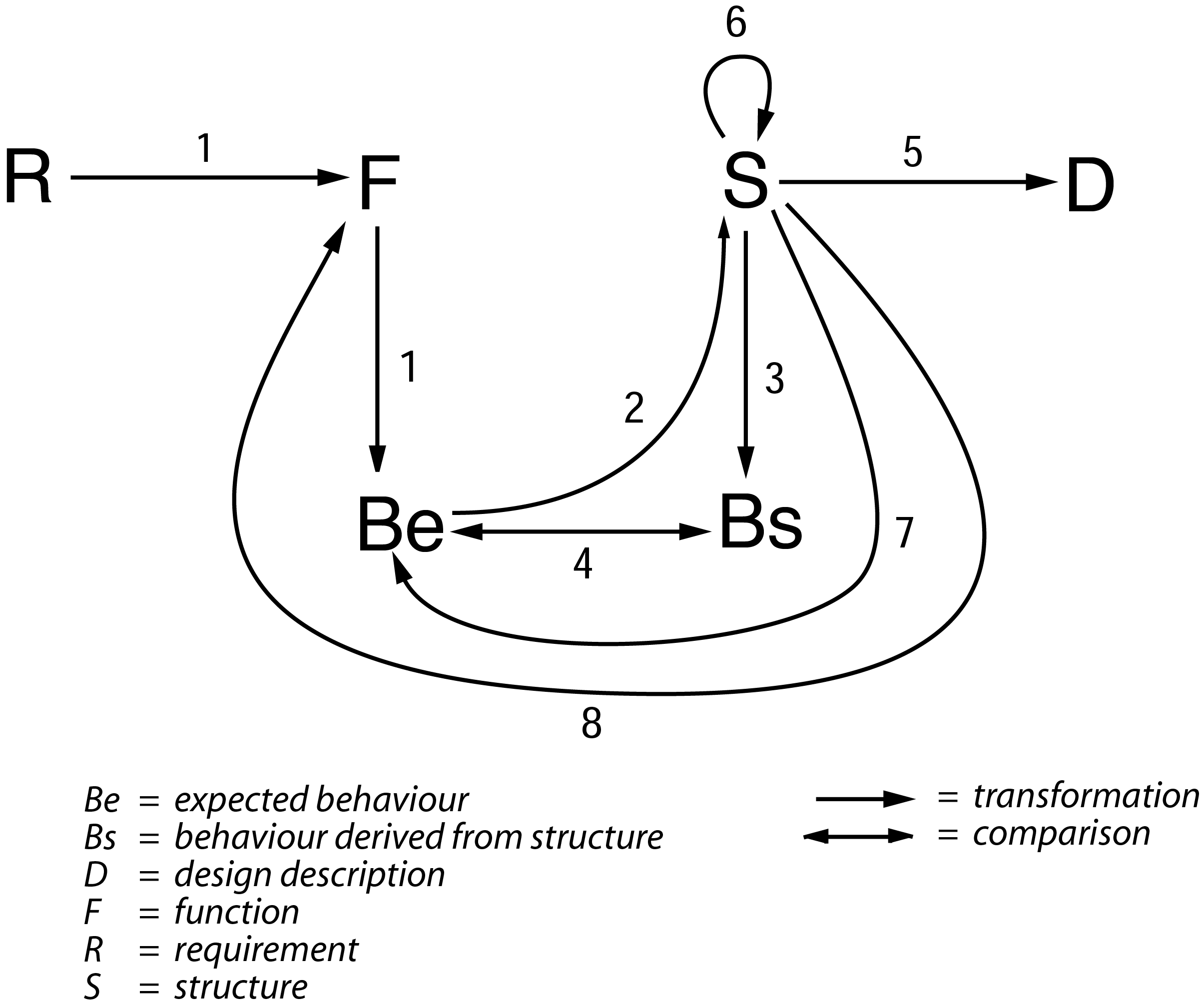
چارچوب عملکرد-رفتار-ساختار

1. فرمول‌بندی: با تبدیل نیازمندی ها به فضای حالت عملکرد (R → F) و تبدیل توابع به فضای حالت رفتار (F → Be) فضای مسئله را فرمول بندی می کند.
2. سنتز: ساختاری را بر اساس انتظارات فضای حالت رفتار ایجاد می کند (Be → S).
3. تجزیه و تحلیل: رفتار را از ساختار تولید شده (S → Bs) مشتق می کند.
4. ارزیابی: رفتار مورد انتظار را با رفتار ناشی از ساختار مقایسه می کند (Be↔ Bs).
5. مستندات: توضیحاتی از طرح را بر اساس ساختار (S → D) تولید می کند.
6. فرمول بندی مجدد نوع ۱: فضای حالت ساختار را بر اساس تفسیر مجدد ساختار (S → S') تغییر می دهد.
7. فرمول بندی مجدد نوع ۲: فضای حالت رفتار را بر اساس تفسیر مجدد ساختار (S → Be') تغییر می دهد.
8. فرمول بندی مجدد نوع ۳: فضای حالتعملکرد را بر اساس تفسیر مجدد ساختار و فرمول مجدد رفتار مورد انتظار (S → F' از طریق Be) تغییر می دهد.

مثال
هشت فرایند اساسی در چارچوب FBS با استفاده از فرایند طراحی توربوشارژر نشان داده شده است:
1. فرمول بندی: نیازمندی های خارجی (R) برای یک توربوشارژر توسط طراح به عنوان عملکردهای (F) از جمله افزایش توان خروجی یک موتور تفسیر می شود. سپس مجموعه ای از رفتارها (Be) تولید می شود که انتظار می رود به این عملکرد دست یابند. آنها شامل جریان جرم هوا و نسبت های بازده برای طیف وسیعی از سرعت های موتور هستند.
2. سنتز: بر اساس رفتارهای مورد انتظار (Be)، ساختاری (S) تولید می شود که شامل اجزایی مانند کمپرسور، توربین، مجموعه هسته، شفت و اتصالات آنها می باشد. همچنین شامل هندسه و مواد آنها می شود.
3. تجزیه و تحلیل: پس از تولید ساختار (S)، رفتار ناشی از ساختار (Bs) را می توان بر اساس آن ساختار استخراج کرد. این ممکن است شامل آزمایش فیزیکی نمونه‌های اولیه (مثلاً برای اندازه‌گیری جریان جرم هوا) و شبیه‌سازی‌های محاسباتی (مثلاً برای محاسبه رفتارهای حرارتی) باشد.
4. ارزیابی: رفتار ناشی از ساختار (Bs) توربوشارژر با رفتارهای مورد انتظار (Be) مقایسه می شود تا ارزیابی شود که آیا طراحی توربوشارژر فعلی مطابق با نیاز عمل می کند یا خیر.
5. مستندات: طراحی توربوشارژر با ایجاد یک توصیف (D)، معمولاً یک مدل CAD، بر اساس ساختار (S) مستند شده است.
6. فرمول بندی مجدد نوع ۱: طراح فضای حالت ساختار ممکن (S) را با گنجاندن یک جزء جدید مانند یک حلقه کشویی متغیر در داخل توربین اصلاح می کند.
7. فرمول بندی مجدد نوع ۲: طراح فضای رفتارهای مورد انتظار (Be) را با معرفی یک رفتار کنترلی جدید که امکان تغییر جریان جرم هوا را فراهم می کند، اصلاح می کند. این یک نتیجه از معرفی حلقه کشویی متغیر به ساختار طراحی (S) است.
8. فرمول بندی مجدد نوع ۳: طراح فضای عملکرد (F) را با تطبیق آن برای پاسخگویی به نیازهای موتور با دمای اگزوز افزایش می دهد. این بر اساس کشف استحکام حرارتی بالا (Be) مواد طراحی موجود (S) است.